# Krokshult (naturreservat)
Krokshult är ett naturreservat i Oskarshamns kommun i Kalmar län.
Området är naturskyddat sedan 2010 och är 22 hektar stort. Reservatet består av ett äldre odlingslandskap omkring byn Krokshult med små åkrar och ängs- och hagmarker omgärdade av trägärdesgårdar.